# BL - Danmarks Almene Boliger
BL - Danmarks Almene Boliger (tidligere Boligselskabernes Landsforening) er interesse- og brancheorganisation for cirka 530 almene boligorganisationer, der drives på et non-profit grundlag.
Organisationen repræsenterer de almene boligorganisationer i forhold til de offentlige myndigheder. Den servicerer og rådgiver de almene boligorganisationer og uddanner beboere og personale i beboerdemokrati, ledelse og administration.
1 mio. danskere bor alment i mere end en halv million boliger - eller næsten hver femte danske bolig. BL udgiver bl.a. fagbladet Boligen og det beboerrettede magasin Bo Godt til alle, der bor i en almen bolig.  
Studiestræde 50 i København er hovedsæde for organisationen, og også hjemsted for Landsbyggefonden og Byggeskadefonden.